# Crucifix de Pietro da Rimini
Le Crucifix de Pietro da Rimini est un crucifix peint, a tempera et or sur panneau de bois, peint par Pietro da Rimini vers 1324-1338 ; il est visible à la Galleria Nazionale delle Marche à Urbino dans la région des Marches.

## Description
Destiné à la procession, il est conforme aux représentations monumentales du Christ en croix de l'époque, à savoir :
- Le Christ sur la croix est en position dolens (souffrant), le corps tombant, le ventre proéminent sur son perizonium, la tête penchée en avant touchant l'épaule, les côtes saillantes, les plaies sanguinolentes, les pieds superposés.
- le crucifix est à tabellone (petits panneaux à scènes sur les extrémités de la croix : La Vierge Marie à gauche, saint Jean apôtre à droite, en haut le Christ bénissant.
- Fond ouvragé à motifs derrière le corps du Christ

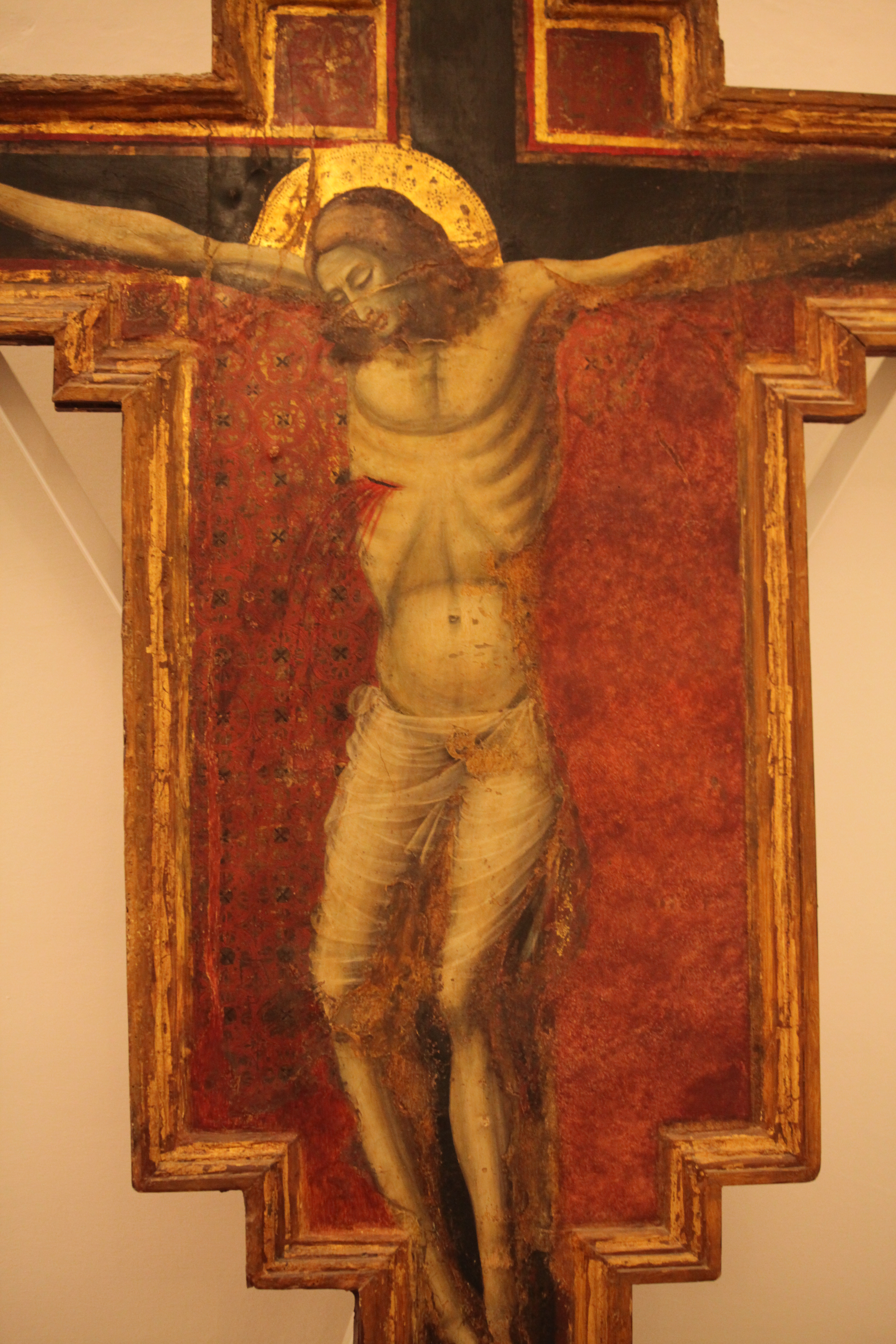
Christ dolens
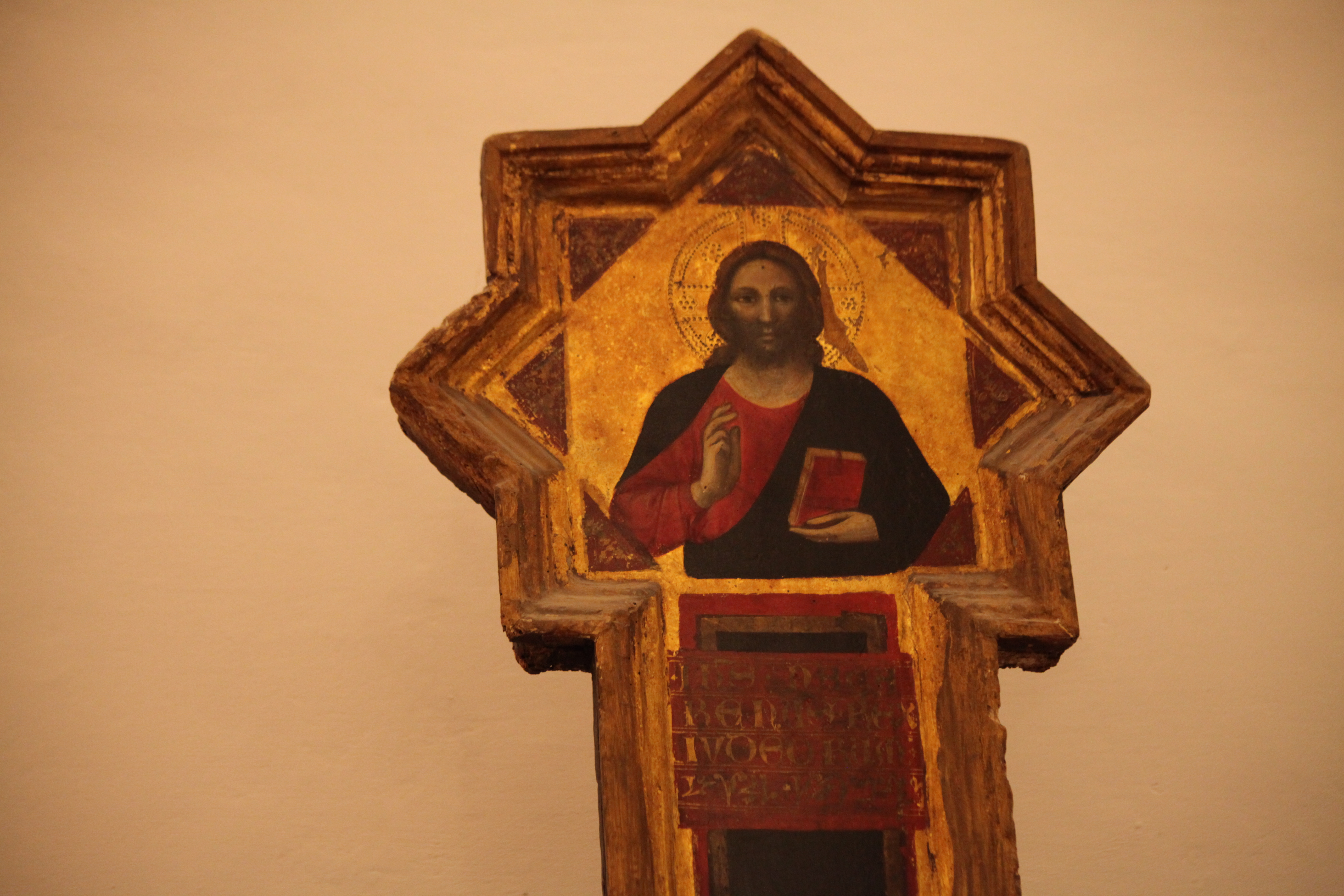
Tabellone du Christ bénissant
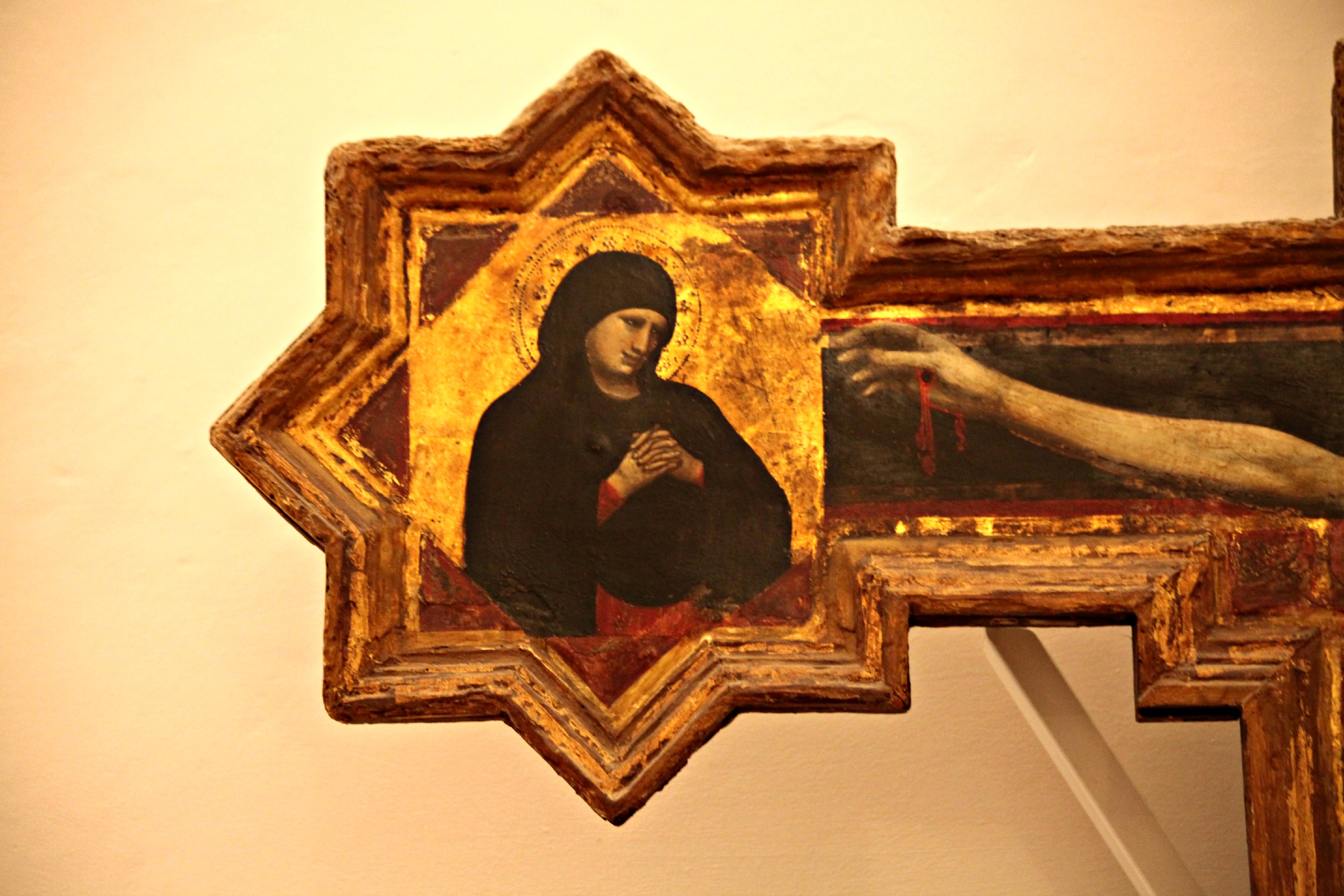
Tabellone de la Vierge Marie